# 2018年7月27日月食
2018年7月27-28日月食为一次在协调世界时2018年7月27-28日出現的月全食。該次月食半影食分為2.679、全影食分為1.609。偏食維持了235分，全食維持103分。

## 概述
這次月食的食分是1.609，偏食維持了235分，全食維持103分。
| 动画                 |                    |
| 食甚时正对月球的部分 | 可见地区图（浅色） |

## 基本參數
- 類型：月全食
- 食甚資料：
  - 日期：2018年7月27-28日
  - 時間：2018-7-27 20:22:54
  - 月球位置：赤經20.47度、赤緯-19.0度
  - 食分：半影食分：2.679、全影食分：1.609
  - 持續時間：偏食235分、全食103分

## 外部連結
- NASA月食專頁（页面存档备份，存于）（英文）
- 可见区域图和时间统计（页面存档备份，存于）（英文） 由弗雷德·伊斯本力做出的月食预报 NASA/GSFC